# Bianca (winorośl)
Bianca – mieszaniec niespecyficzny odmian winorośli: seyve villard x bouvier, wyhodowany w ośrodku badawczym w Egerze. Na Węgrzech odmiana zarejestrowana w 1982 roku.   
Proporcje gatunków w biance kształtują się następująco: 78,1% Vitis vinifera + 1,6% Vitis labrusca + 15,8% Vitis rupestris + 3,1% Vitis berlandieri  + 1,4% Vitis lincecumii.

## Charakterystyka
Krzewy o pokroju wyprostowanym i silnym wzroście. Dojrzewa wcześnie. Źle rośnie i owocuje na suchych glebach. Liście 3- lub 5-klapowe, grubo ząbkowane z długim ogonkiem.
Grona średniej wielkości o masie około 130 g. Jagody owalnego kształtu, średniej wielkości o masie około 2,1 g z licznymi i dużymi nasionami. Skórka zielonożółta, w pełni dojrzałości ze złocistobrunatnym rumieńcem. Miąższ chrupki jak u odmian deserowych, smak owocowy, neutralny. Wydajność moszczu na wino mała.

## Choroby
Odmiana bardzo odporna na choroby. W sprzyjających warunkach nie wymaga ochrony chemicznej.

## Cięcie
Krzewy nie mają specjalnych wymagań co do sposobu prowadzenia i cięcia. Zalecane cięcie na krótkie 3-5-oczkowe czopy.

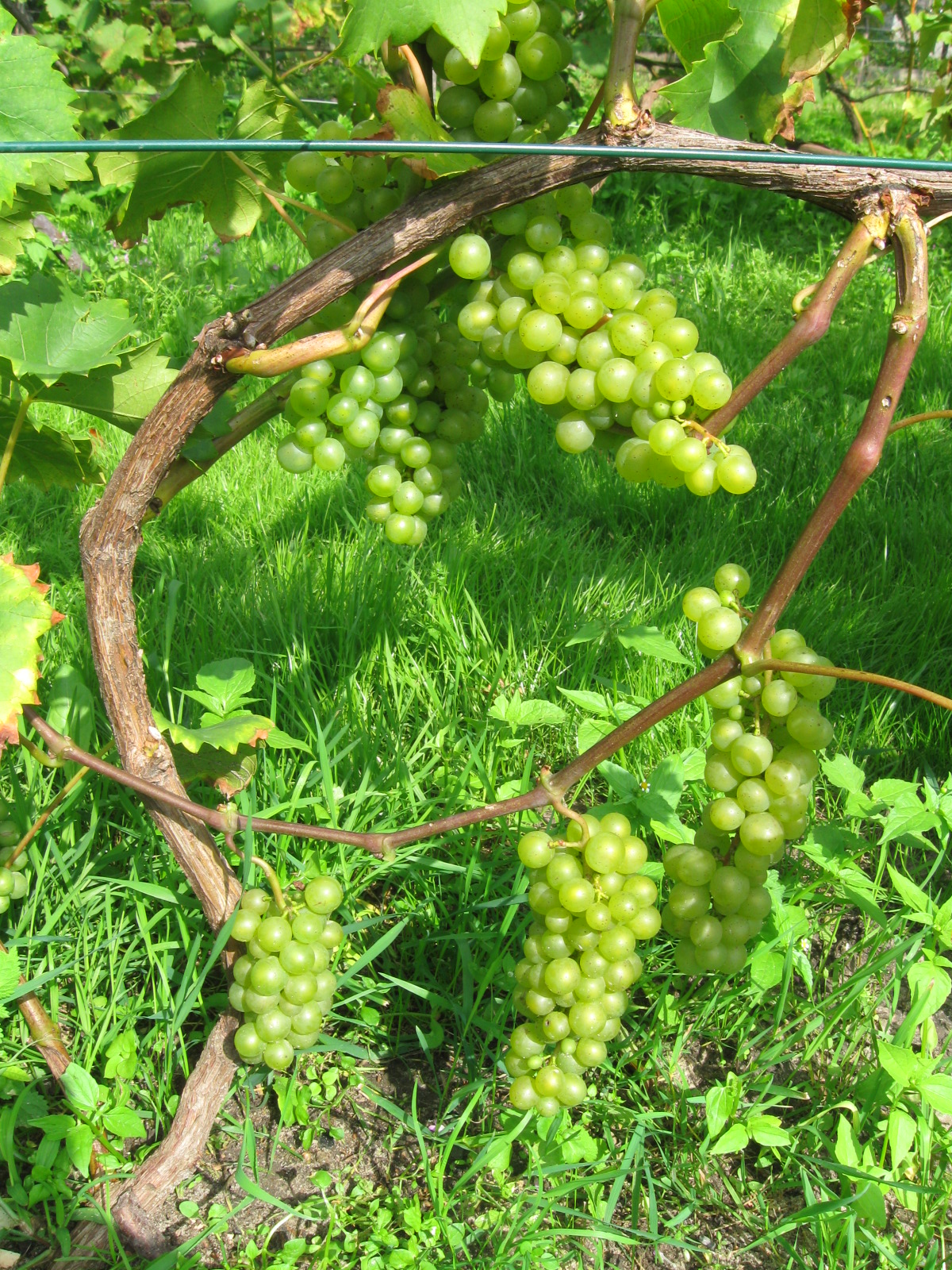
Bianca – owocujący krzew

## Rozpowszechnienie
Największe uprawy znajdują się na Węgrzech i w Rosji. W 2009 roku węgierskie liczyły około 1300 ha, z których większość przypadała na Nizinę Węgierską (Kunság). W Rosji w 2009 winnice w Kraju Krasnodarskim liczyły 2731 ha. Niewielkie nasadzenia istniały wtedy także w Mołdawii (ledwie 15 ha). W Polsce odmiana bianca jest znana i uprawiana od dawna.

## Wino
Wino dobrej jakości. W cieplejszych latach istnieje możliwość uzyskania wina o zawartości alkoholu ponad 11%, bez konieczności dosładzania moszczu.
Moszcz podatny na utlenienie i wymaga technologii wyrobu wina z jak najmniejszym dostępem tlenu.